# Józsefvárosi Színház
A Józsefvárosi Színház többször éledt újjá Józsefvárosban, a Kálvária tér 6. szám alatt. Ezen a néven 1933–1949 és 1978–1991 között működött. Az épület színházként először 1913-ban nyitotta meg kapuit, 2014 óta a Turay Ida Színház működik benne.

## Története
1913. augusztus 13-án az ekkor még Baross utca 127. szám alatt Józsefvárosi Színpad néven nyílt meg Micsei F. György igazgatása alatt, de hamar megszűnt, és még abban az évben mozi lett a helyén.

### Józsefvárosi Színház (1933–1949)
Újra színház 1933 őszétől működött a helyiségben, az operettszerző Erdélyi Mihály igazgatása alatt, aki egy 548 férőhelyes színházzá alakította át a termet. Főleg népszerű operetteket, a gyerekeknek pedig meseoperettet játszottak. 1948-ban Kárpáti Pál lett az igazgató, de a színházat 1949-ben államosították.

#### Az államosítás után
A színházak államosításával egyidejűleg létrehozott Bányász Színház társulatának igazgatója Horváth Ferenc volt. Feladatául a bányavidékek színházi igényeinek ellátását jelölték meg. Első bemutatóját 1949. október 5-én Salgótarjánban tartotta, budapesti előadásainak helyszíne pedig az egykori Józsefvárosi Színház épülete volt. Műsorán prózai előadások és operettek is szerepeltek. 1950 őszén Honvéd Színház néven újjáalakult és új helyre költözött. E rövid időszakból Makláry Zoltán, Mészáros Ági, Sarlai Imre nevét őrzik a színlapok.
Amikor 1954. január 1-én megalakult az Országos Cirkusz Vállalat (OCI), a FÖNI utóda, amelynek keretébe tartozott a Fővárosi Nagycirkusz és a Kamara Varieté is, átalakították a régi Józsefvárosi Színház Kálvária téri helyiségét, ahol a szintén a kezelésében működő látványos kabaré-varieté műsort játszó Budapest Varieté 1954 márciusától játszott. Sikereiben nagy része volt az OCI vezetőjének, az író, költő, zeneszerző Szenes Ivánnak, valamint Karádi Béla rendezőnek. A kabarészínészek legjava lépett fel a Budapest Varieté műsoraiban. Az új kulturális intézmény egyik fontos célja az volt, hogy korszerűbbé és nívósabbá tegye a cirkuszok és varieték műsorát. A Budapest Varieté műsorában nagyobb teret kapott a látványosság, erősödött a karikatúra és a humor. A Budapest Varieté 1960 decemberében szűnt meg.
1962-ben a Déryné Színház otthona lett.

### Újra Józsefvárosi Színház (1978–1991)
1978-tól a Népszínház kamaraszínháza a Józsefvárosi Színház mint tagozat és utazó társulatainak játszóhelyeként alakult újjá a színház. 1982-re a színház vezetői azt határozták el, hogy Józsefváros egyetlen színháza elsősorban az igényes, nívós szórakoztatás színpada legyen. Ezért műsorán a zenés, bűnügyi (John Boynton Priestley: Veszélyes forduló) és vígjátékok szerepeltek.
1983-tól Józsefvárosi Színház néven az átalakult Népszínház bázisszínháza lett.

#### A rendszerváltás után
1991-ben a Népszínház teljesen átalakult, és Budapesti Kamaraszínház néven folytatta tovább működését. A Józsefvárosi Színház társulata más társulatokkal közösen léptek fel ezután, félig befogadószínházként, mely funkció avatása Eszenyi Enikő Leonce és Léna című első rendezésének bemutatása volt.

## Az épületben működő színházak
- Józsefvárosi Színpad 1913, mozi volt
- Józsefvárosi Színház 1933–1949-ig, ekkor államosították a színházat
- Bányász Színház 1949–1950[1]
- Budapesti Varieté 1954–1960[3]
- Állami Déryné Színház 1962–1978[8][m 1]
- Józsefvárosi Színház 1978–1991[10] (1982-ig[11] a Népszínház kamaraszínháza)
- Budapesti Kamaraszínház 1991–1998[12]
- Városi Színház 2001–2008[13][14][15]
- Ruttkai Éva Színház 2009–2013[16][17][18]
- Turay Ida Színház 2014–[19][20]